# Relikwiarz Halwilów
Relikwiarz Halwilów lub  Krzyż Halwilów (niem Hallwyl-Reliquiar) – późnogotycki relikwiarz wykonany przed rokiem 1470 w strasburskim warsztacie złotniczym. Od strony typologicznej łączy cechy krzyża relikwiarzowego oraz relikwiarza skrzyniowego. Nazwę swą zawdzięcza inskrypcjom Halwil które figurują na tarczach herbowych. Do 1833 roku relikwiarz znajdował się w skarbcu katedry w Bazylei (Basel-Stadt, Szwajcaria). Obecnie w zbiorach Basel Historisches Museum w Bazylei. Cenny przykład późnogotyckiego złotnictwa w Górnej Nadrenii.

## Wygląd
Relikwiarz składa się z trzech części: postumentu oraz skrzyneczki i zespołu rzeźb wieńczących skrzyneczkę, który stanowią wielki krzyż z wizerunkiem Chrystusa, figury Matki Boskiej św. Jana Ewangelisty oraz aniołów.
Relikwiarz jest wykonany na rzucie prostokąta. Postument składa się z wydatnego cokolika ażurowego korpusu oraz nakrycia. Podstawę i korpus zdobi dekoracja maswerkowa, która w korpusie jest ażurowa. Forma maswerków jest typowa dla późnego gotyku, przeważają dynamiczne formy z motywem rybiego pęcherza oraz trójliścia. W korpusie wyróżnia się także artykulacja za pomocą filarków które od zewnątrz posiadają nisze. Przy nich znajdują się przysadziste konsole wsparte na niewielkich kolumienkach. Baldachimy mają formę przypominającą fiale. Do bocznych ścianek nakrycia dopasowano kwadratowe uwypuklenia (merlony) ozdobione motywem czworoliścia. W efekcie boki płaskiego nakrycia dolnej skrzyneczki przypominają blanki.
Skrzyneczka wykonana jest w całości ze srebrnej pozłacanej blachy. Stoi na czterech filarkach z bazami gładkimi cokołami wysmukłymi trzonami i wieńczącymi je pinaklami. Mniejsze kolumienki z fialami akcentują naroża filarów. Podstawę skrzyneczki tworzy ażurowy cokolik z bogatą dekoracją ornamentalną z wyróżniającymi się trójliściami. Ponad cokolikiem boki skrzyneczki są artykułowane za pomocą odlewanych przypór i arkad zamkniętych w ośli grzbiet ozdobionych mniejszymi łukami i maswerkami o formach typowych dla gotyku płomienistego. Podobny repertuar form architektonicznych zdobi ścianki skrzyneczki; przy czym elementy są grawerowane. Skrzyneczkę nakrywa wysoki czterospadowy daszek którego powierzchnię zdobią grawerowane łuski. Zwieńczenie daszku akcentuje duża owalna sardonyksowa kamea z lwem. Flankują ją tarcze herbowe. Tarcze te podzielone są w pas. Dolne większe pola wypełniają pary emaliowanych czarnych skrzydeł za złotym tle powyżej zaś figurują czarne inskrypcje o treści HALWIL również na złotym tle.
Ponad skrzyneczką wznosi się potężny krzyż, którego obie belki naśladują pień drzewny; uwydatniono chropowatość kory oraz przycięte gałązki. Pełnoplastyczna figurka ukrzyżowanego Chrystusa jest w całości złota nadto zdobią ją kamienie szlachetne; rubin naśladuje krew wypływającą z boku, natomiast szlifowane diamenty zdobią łebki gwoździ. W górnej części krzyża tabliczka z titulusem INRI zarówno w wersji łacińskiej, hebrajskiej i greckiej. Po bokach krzyża pełnoplastyczne, również szczerozłote figurki Marii i św. Jana. Ponadto Grupę Ukrzyżowania uzupełniają cztery aniołki dzierżące kadzielnice i świeczniki. Aniołki te wieńczą fiale przypór dźwigających skrzyneczkę relikwiarza. Poszczególne postaci są pieczołowicie rzeźbione z dbałością o najmniejsze detale: rysy twarzy, fryzury, gesty etc. Starannie ukształtowano kostiumy o dynamicznych draperiach przez co nacechowane naturalizmem figury nadto charakteryzują się pewną ekspresją.

## Analiza
Charakteryzujące się skomplikowaną strukturą i misterną dekoracją detali dzieło należało do najważniejszych pod względem rangi relikwiarzy stanowiących wyposażenie katedry bazylejskiej. O tym prestiżu poświadcza użycie dużej ilości czystego złota, kameryzacja oraz mieszczące się tu relikwie. Inwentarz skarbca katedralnego z roku 1477 wspomina o dziele: In qua habentur reliquie de Sancta Cruce et de Sagnome miraculoso. Zarówno Drzewo Krzyża oraz Krew Pańska należały do relikwii pierwszorzędnych.
Zagadkowa i skomplikowana jest pierwotna historia relikwiarza, ze względu na wyrywkowe i sprzeczne ze sobą źródła. Wiadomo że dnia 6 kwietnia 1480 roku za sumę 280 guldenów relikwiarz nabyła bazylejska kapituła katedralna. Tarcze herbowe wraz z inskrypcjami HALWIL wskazują, iż wcześniej relikwiarz posiadał najprawdopodobniej Rudolf V von Hallwyl (1405-1473). W 1436 roku poślubił Ursulę von Laufen należała do bogatego do arystokratycznego rodu. Następnie rezydowali razem w Engelhofie który należał wcześniej do pierwszego małżonka Ursuli. W 1465 roku Rudolf V otrzymał z rąk cesarza Fryderyka III Habsburga przywilej panowania nad kantonem Argowia. Z dworem Halwila utrzymywali relacje m.in. biskupi bazylejscy Friedrich ze Rhin, Arnold von Rotberg oraz Johann von Venningen. Obecność drugiej identycznej tarczy na relikwiarzu ma wedle badaczy związek z Thüringiem III von Halwilem - kuzynem Rudolfa V. Z Halwilami związany jest również inny zabytek ze skarbca katedry bazylejskiej i również przechowywany w Basel Historisches Museum - srebrna monstrancja o bogatej dekoracji architektonicznej w konwencji flamboyant, ozdobiona figurkami świętych Henryka i Kunegundy. Na stopie widnieje tarcza herbowa podobna do tarcz zdobiących relikwiarz, lecz pozbawiona jest inskrypcji.
Od strony formy relikwiarz jest cennym przykładem mikroarchitektury. Przez to pojęcie rozumie się zastosowanie w sztukach plastycznych (w tym złotnictwie) repertuaru form występujących w dziełach budownictwa. Dekoracja maswerkowa poświadcza znajomość stylu płomienistego natomiast pełnoplastyczne figury stanowią wedle badaczy recepcję aktualnych prądów w rzeźbie (Mikołaj z Lejdy) malarstwie (Rogier van der Weyden) i grafice (m.in. Mistrz E.S. i Martin Schongauer). Wymienieni artyści tworzyli swe dzieła w duchu późnogotyckiego naturalizmu.
Drewniany postument stanowił integralny element relikwiarza. Wykonał go Mathias Frischmut działający przy rozbudowie katedry bazylejskiej w latach 1470-1479. Postument ten niegdyś służył do ostentacji relikwiarza na ołtarzu głównym tejże świątyni.